# Memoria (elettronica)
Una memoria, in elettronica, è un dispositivo elettronico che ha come finalità la memorizzazione dell'informazione elettronica. Il suo uso è diffuso in tutti i sistemi di elaborazione dati.
La memoria è una componente essenziale, presente in tutti i computer, console di gioco, GPS e molti dispositivi elettronici.
Le memorie sono vendute sotto forma di pezzi di ricambio per hardware o componenti elettronici. le differenze tra le memorie sono la forma, l'uso che se ne fa, la tecnologia utilizzata, la capacità di stoccaggio e il rapporto tra costo e capacità.
Le capacità di memoria e la miniaturizzazione dei suoi elementi costituenti sono cresciute per diversi decenni al ritmo della legge di Moore, oggi arrivata al suo termine.

## Classificazione
In base alla tipologia dell'informazione elettronica, analogica o digitale, che viene memorizzata, la memoria si distingue in:
- memoria analogica
- memoria digitale

In base alla necessità o meno di essere alimentata elettricamente per poter mantenere memorizzata l'informazione elettronica, la memoria si distingue in:
- memoria volatile
- memoria non volatile

In base alla tipologia di accesso, diretto o sequenziale, la memoria si distingue in:
- memoria ad accesso sequenziale
- memoria ad accesso diretto

In base alla tecnologia costruttiva la memoria si distingue in:
- memoria a stato solido (basata interamente su semiconduttori)
- memoria magnetica
  - nastro magnetico
  - disco magnetico
- memoria ottica
  - disco ottico
  - disco magneto-ottico
- memoria olografica

## Tipologie
Memorie analogiche:
memorie non volatili
memorie ad accesso sequenziale
nastri magnetici
- audiocassetta

- Stereo 8
- Compact Cassette
- microcassetta

- videocassetta

memorie ad accesso diretto
- disco in vinile

dischi ottici
- Laserdisc

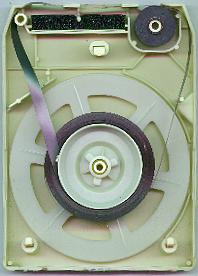
Interno di un'audiocassetta Stereo 8
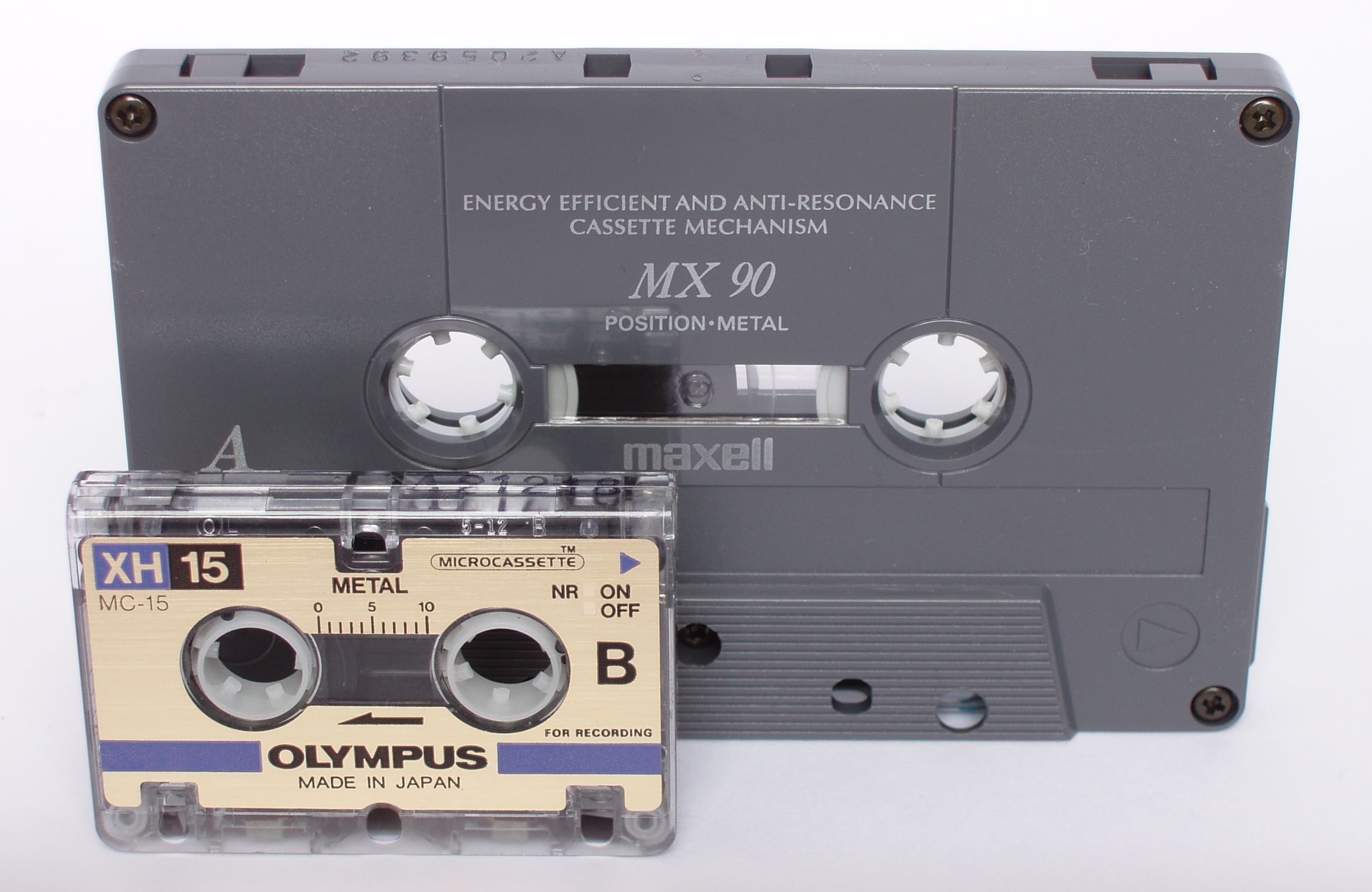
Musicassetta Compact Cassette e microcassetta
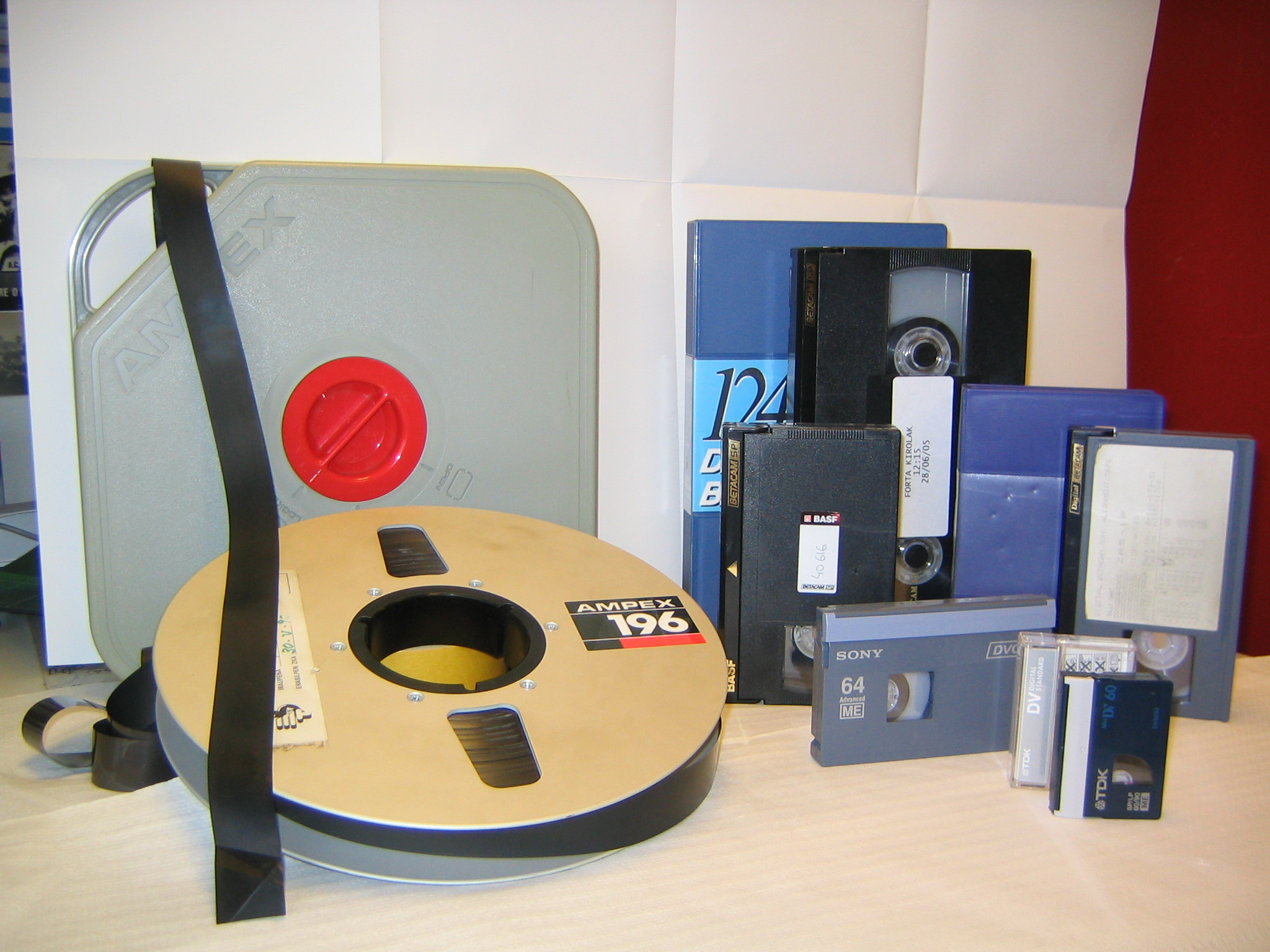
Bobine aperte e videocassette
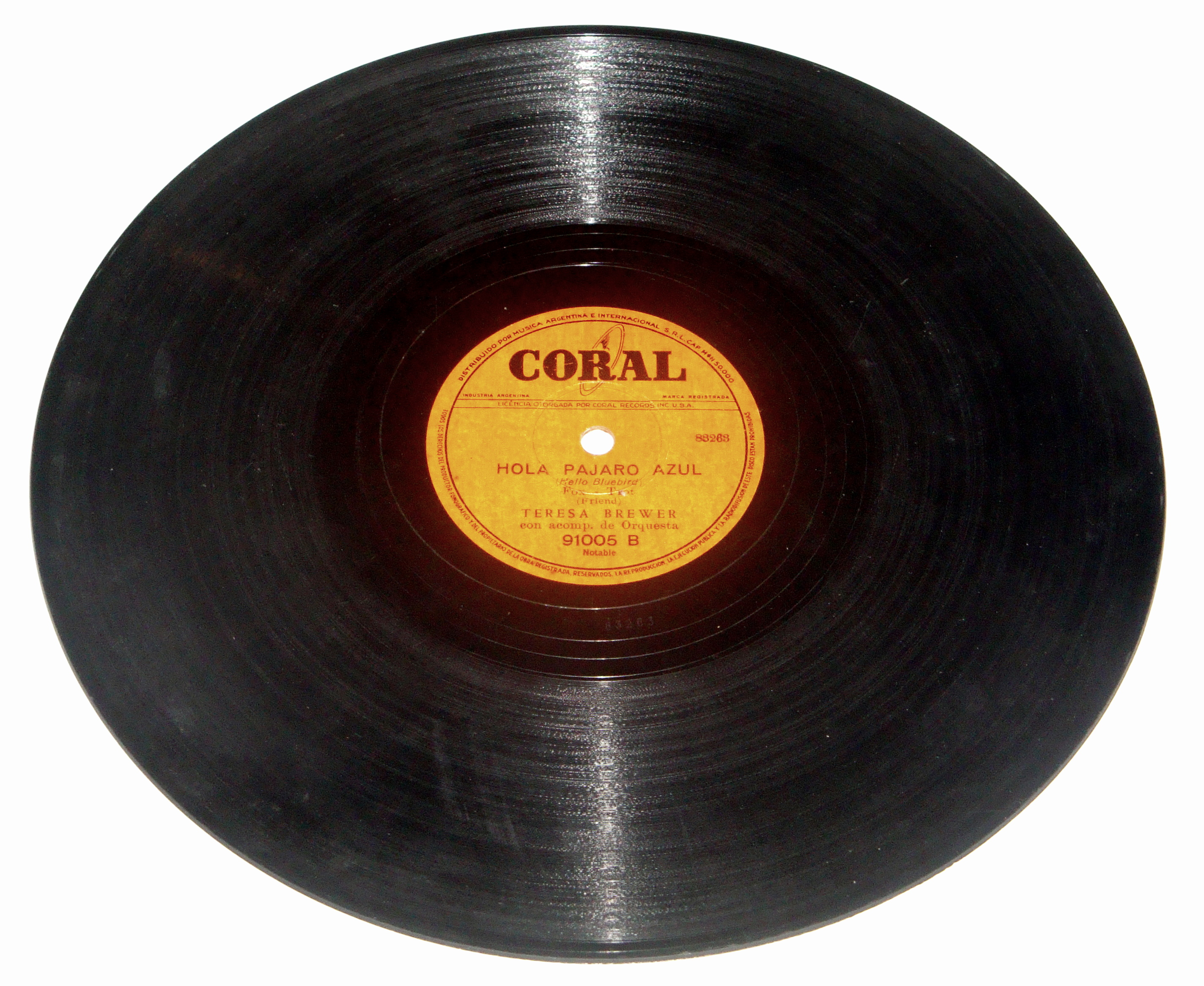
Esempio di disco in vinile
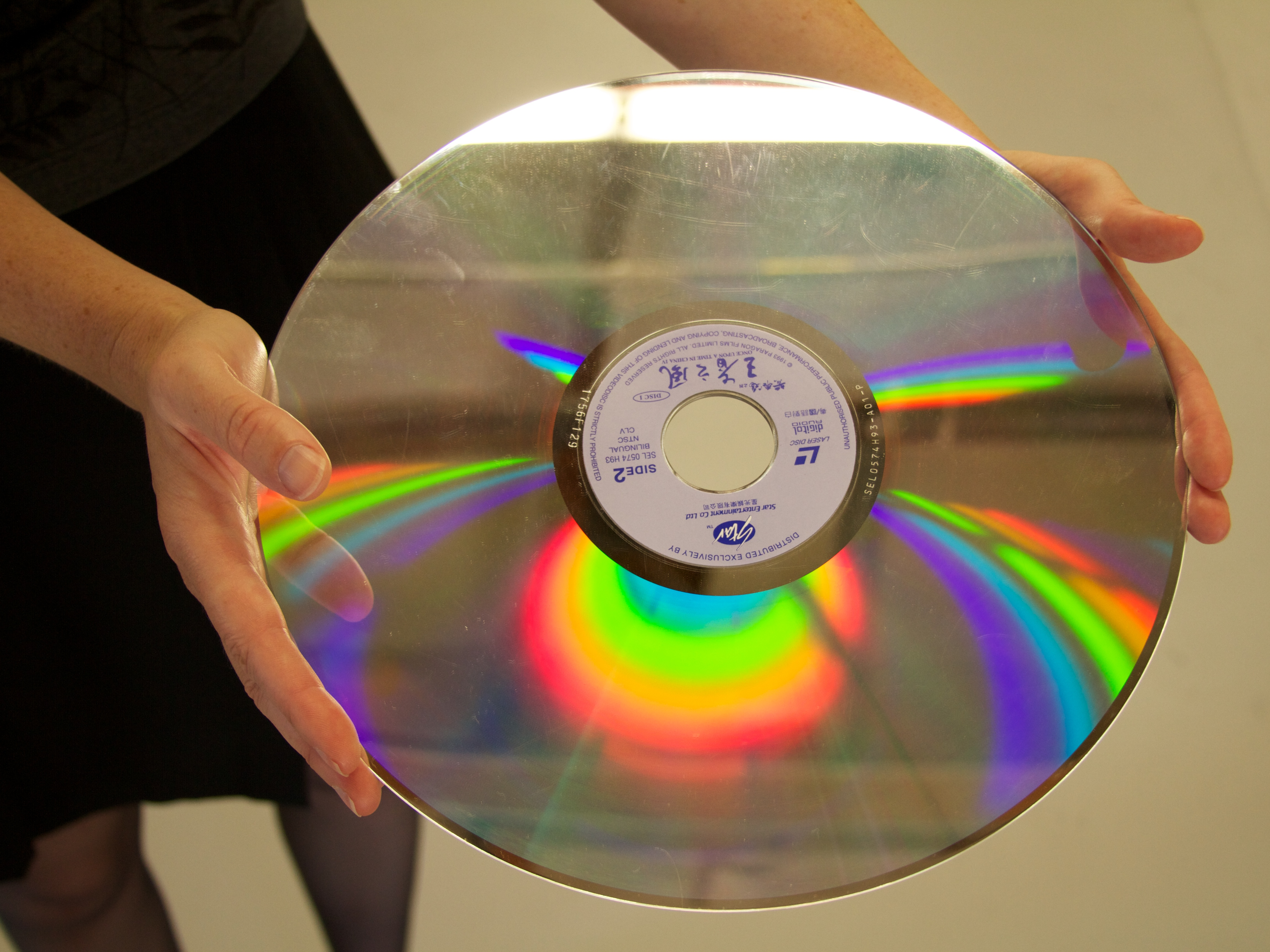
Laserdisc

Memorie digitali:
memorie volatili
memorie ad accesso diretto
memorie a stato solido
- RAM

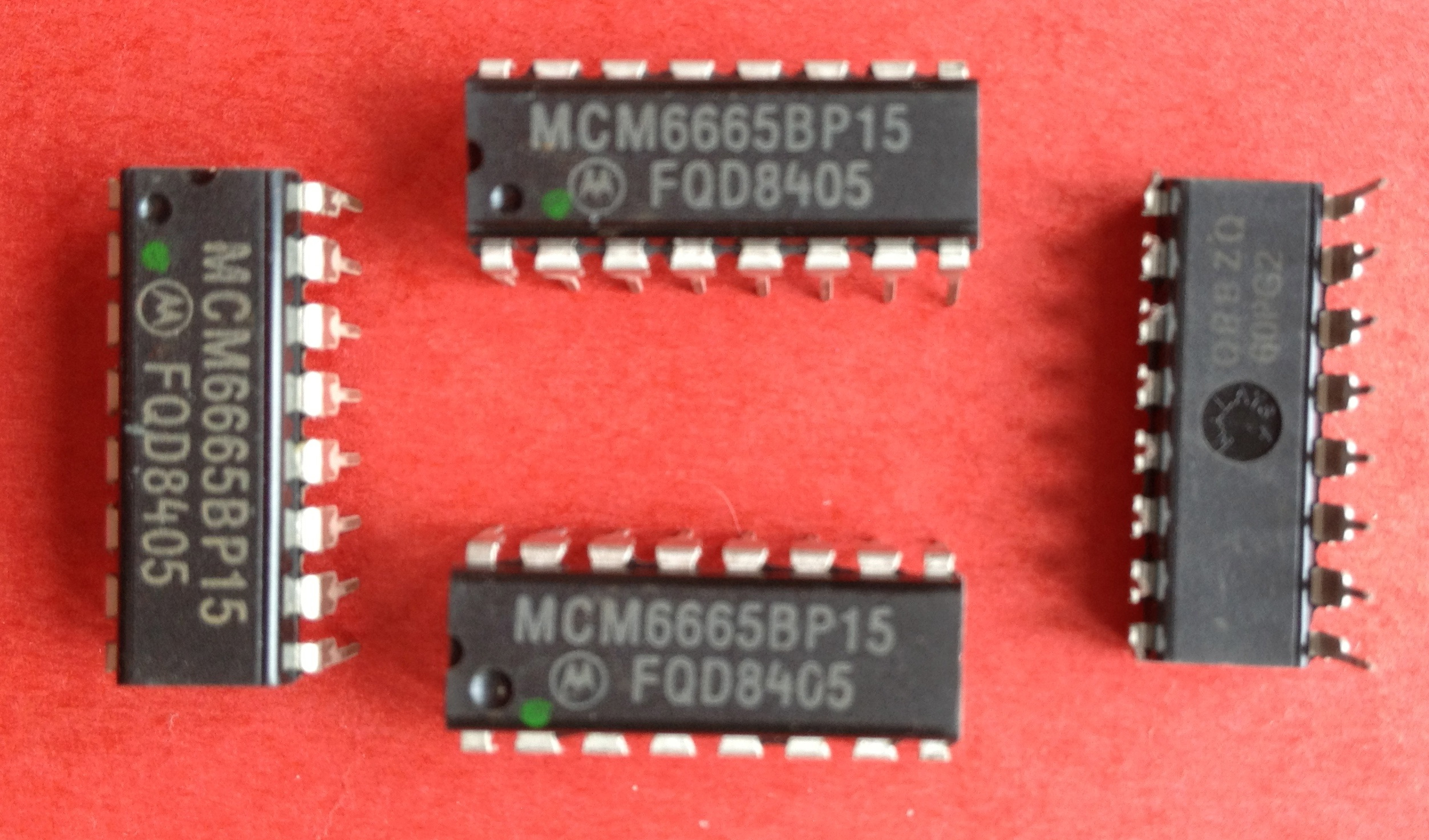
DRAM
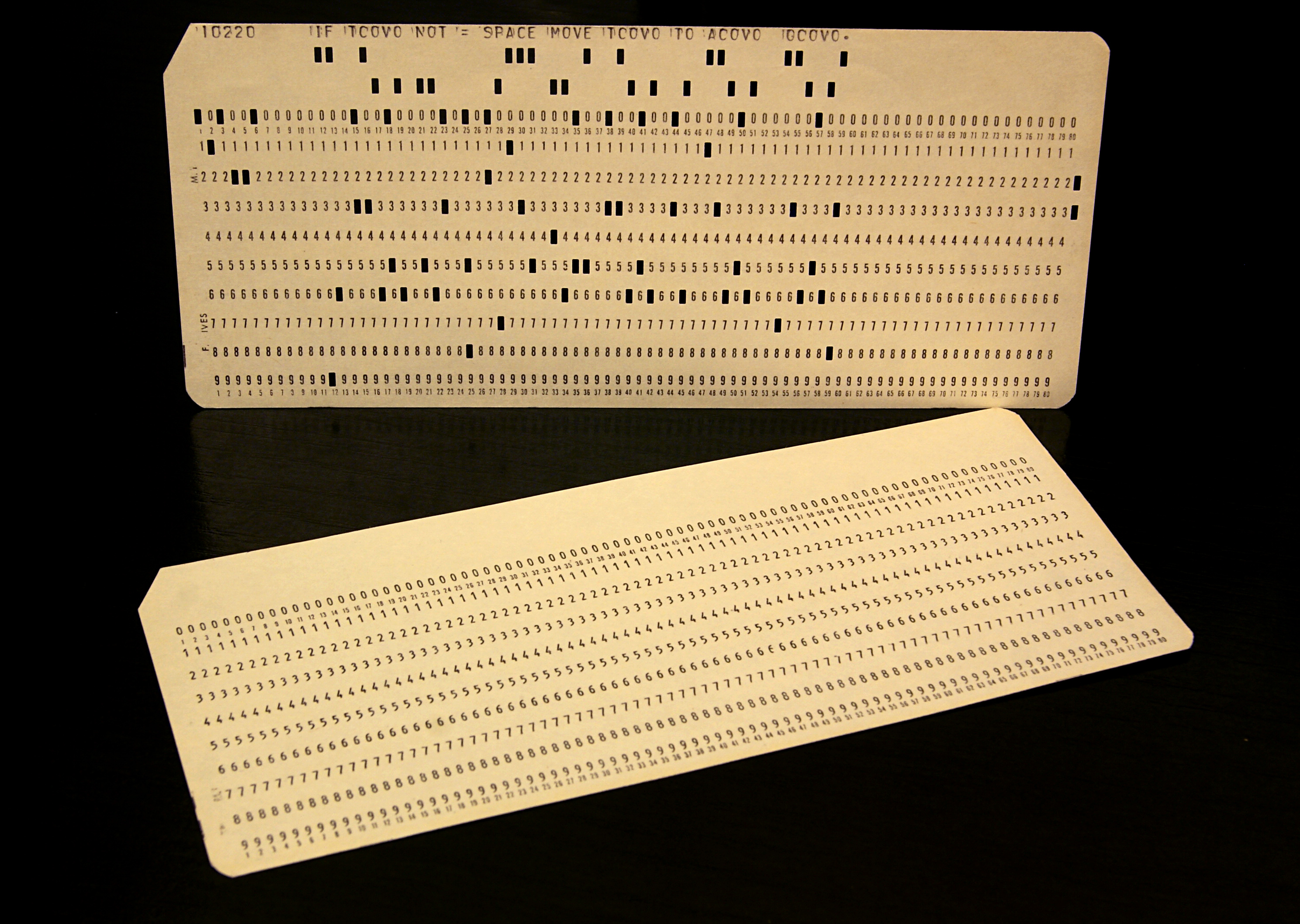
Schede perforate
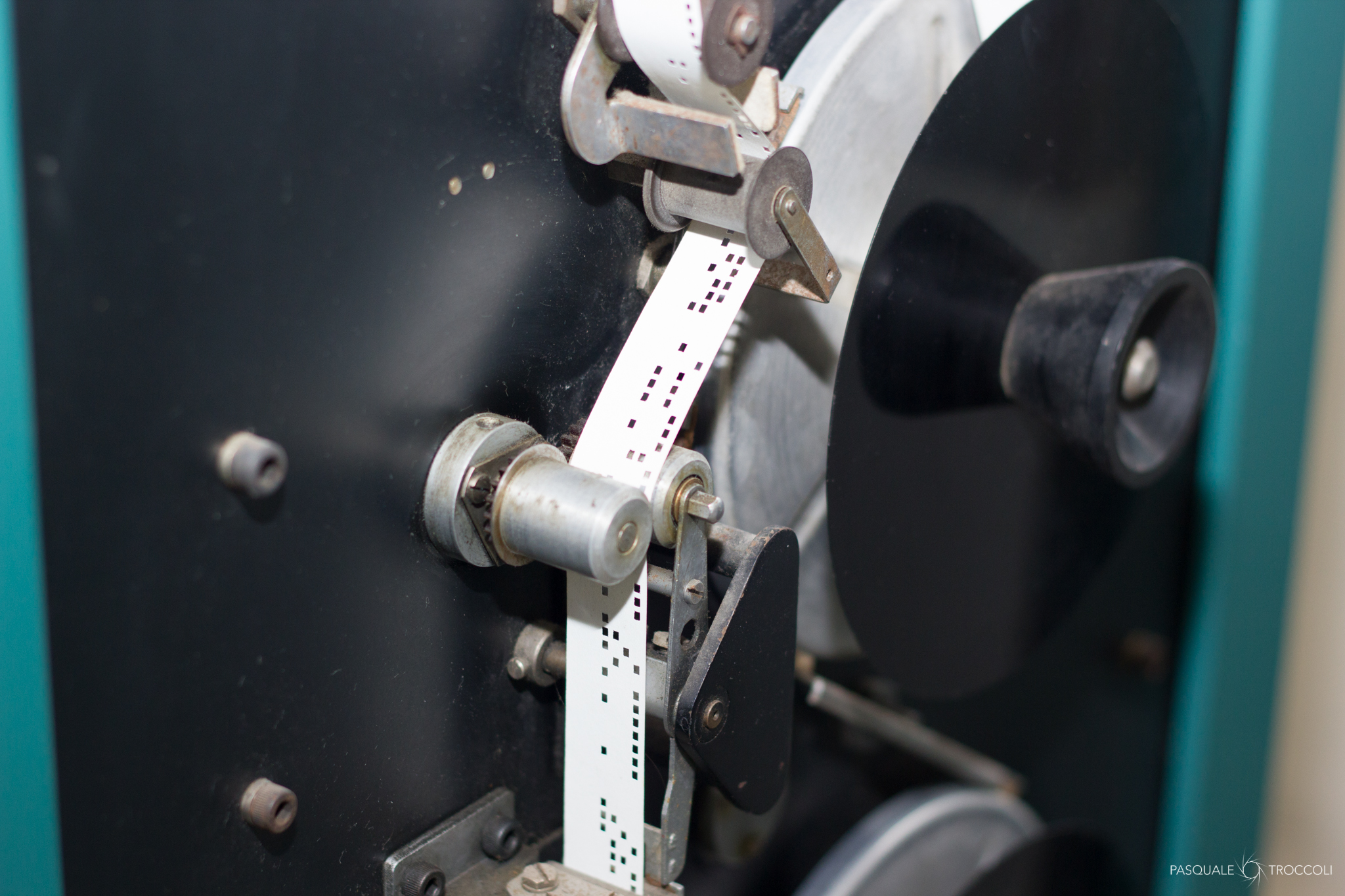
Nastro perforato
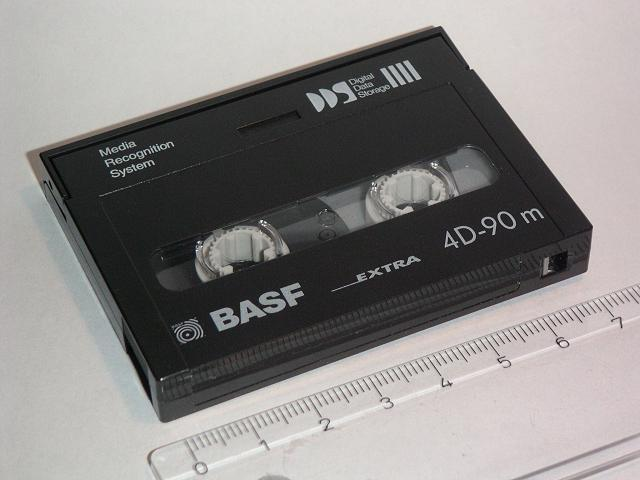
DAT
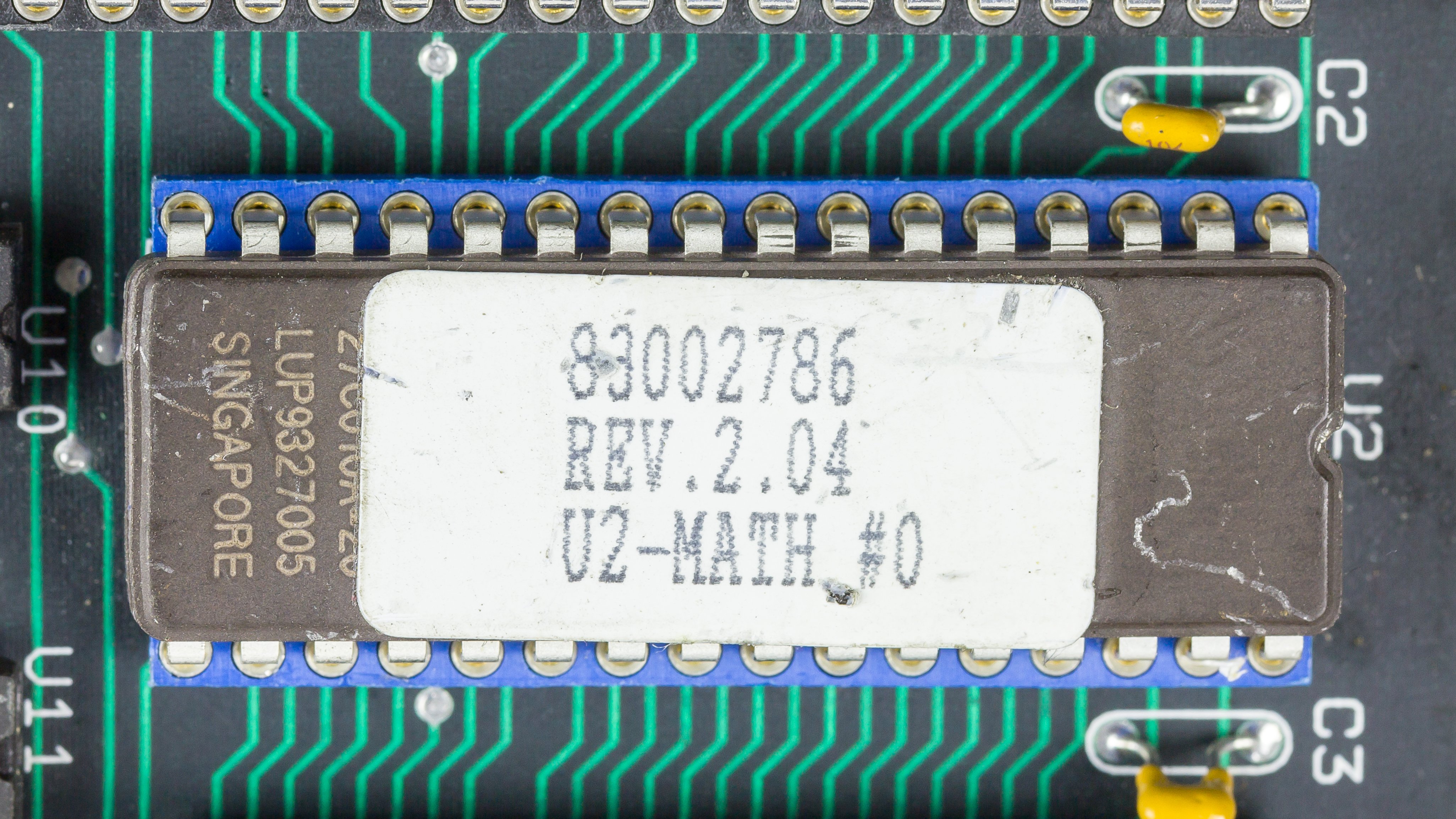
EPROM
Esempi di memory card
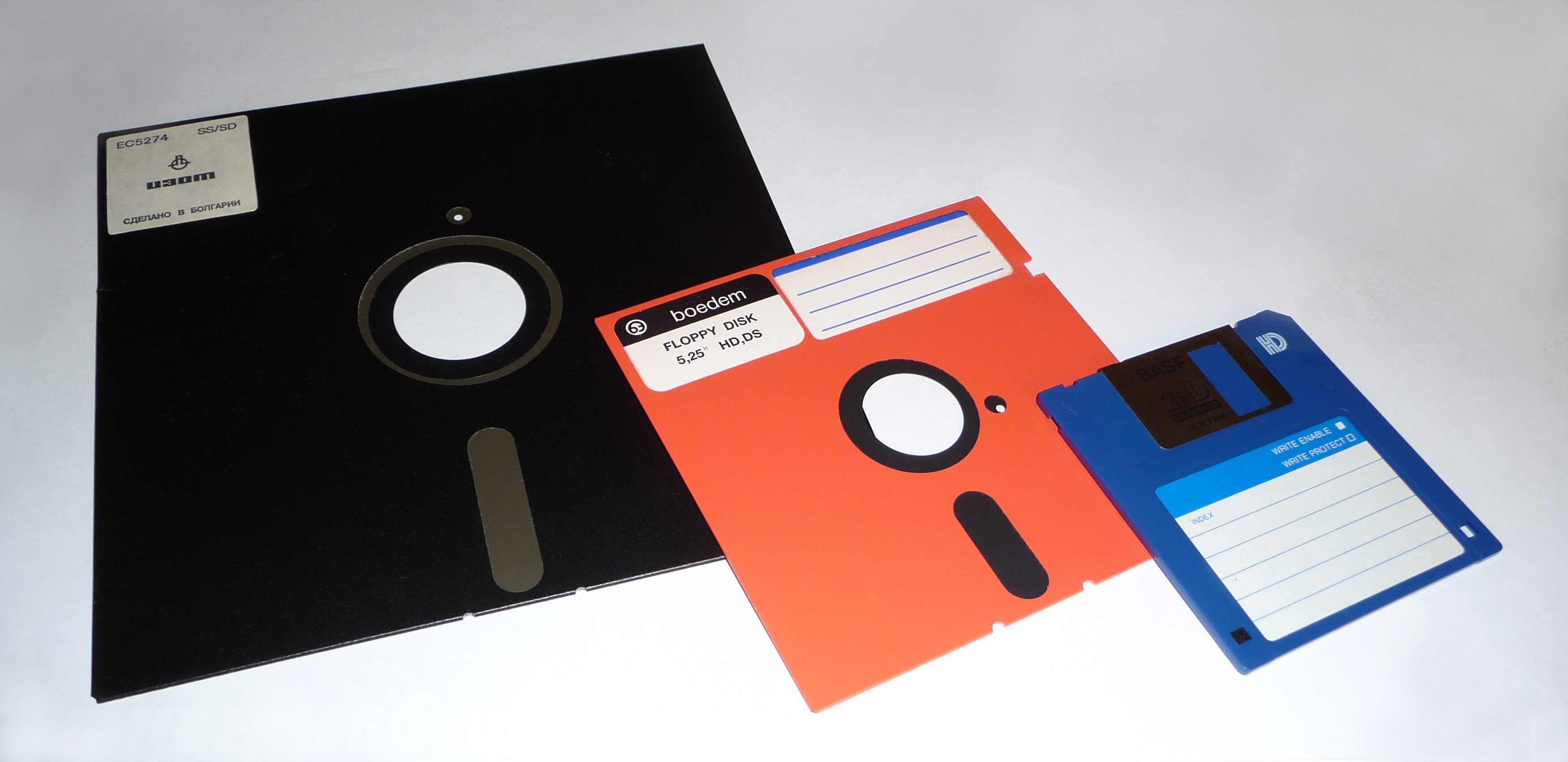
Esempi di floppy disk
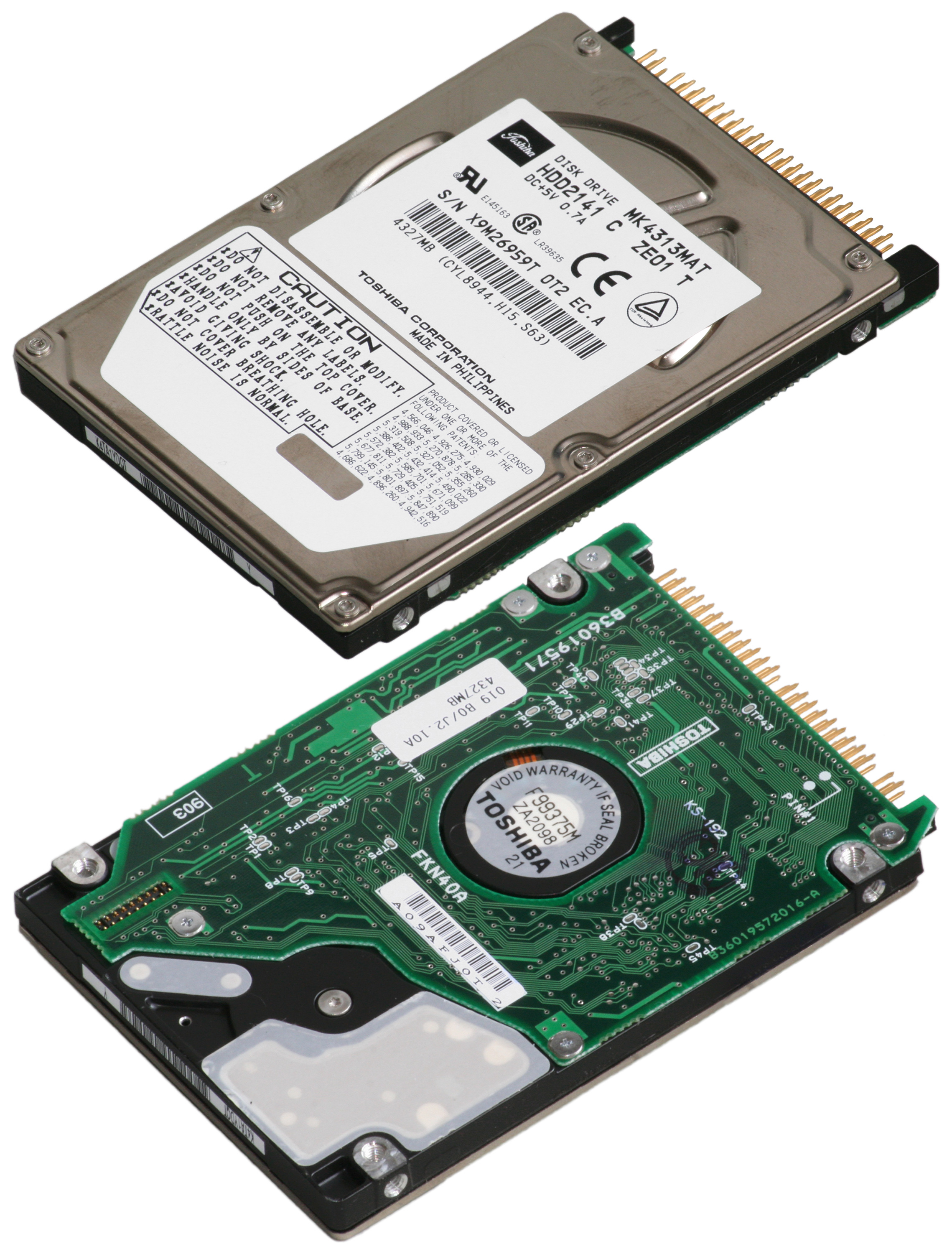
Vista esterna e interna di un hard disk
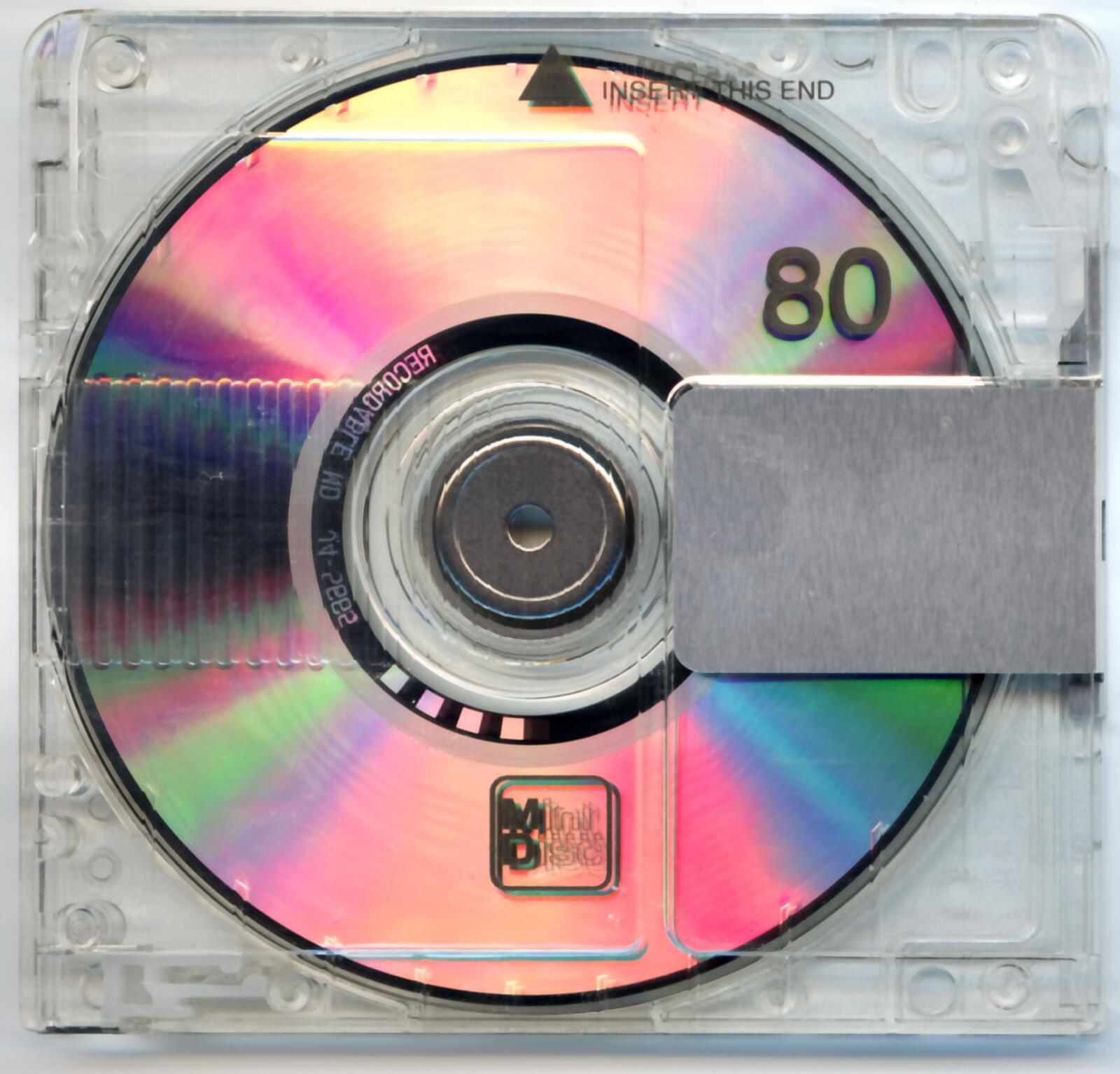
MiniDisc
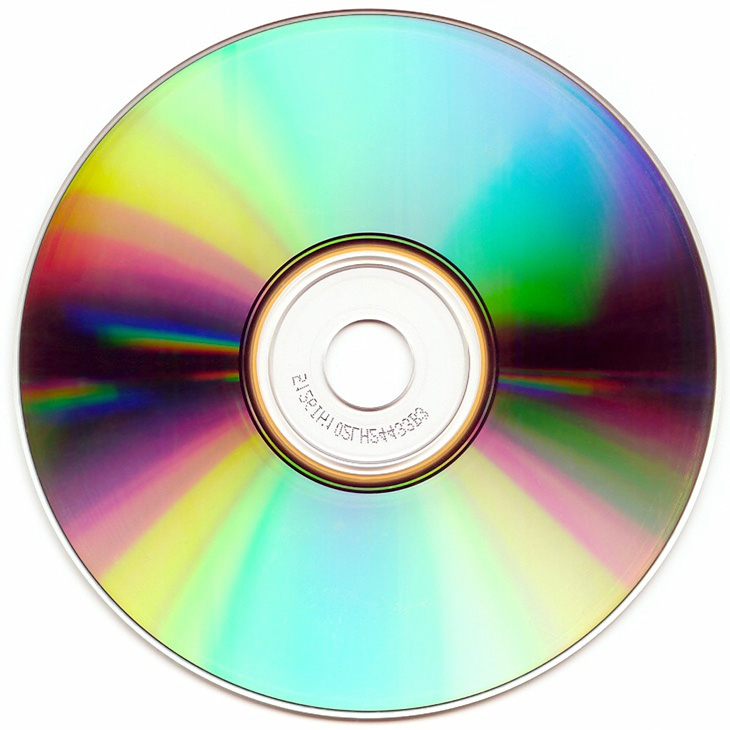
Compact Disc

- SRAM

memorie non volatili
memorie ad accesso sequenziale
- scheda perforata
- nastro perforato

nastri magnetici
- audiocassetta

- Compact Cassette
- DAT

- videocassetta

memorie ad accesso diretto
memorie a stato solido
- ROM

- PROM
- EAROM
- EPROM
- EEPROM

- memory card

- CompactFlash
- Memory Stick
- SD
- miniSD
- microSD

dischi magnetici
- floppy disk
- hard disk

dischi magneto-ottici
- MiniDisc

dischi ottici
- Laserdisc
- Compact Disc
- DVD
- DualDisc
- Blu-ray Disc
- HD DVD

- DRAM
- Schede perforate
- Nastro perforato
- DAT
- EPROM
- Esempi di memory card
- Esempi di floppy disk
- Vista esterna e interna di un hard disk
- MiniDisc
- Compact Disc

## Utilizzo
Per ragioni economiche, le memorie sono generalmente suddivise in più famiglie trattate, il più delle volte, in modo diverso dal sistema operativo. In ordine crescente di costo possiamo distinguere:
Memoria di massa o memoria di archiviazione
viene utilizzato per l'archiviazione a lungo termine di grandi quantità di informazioni. Le tecnologie più comuni delle memorie di massa sono quelle elettromeccaniche, mirano ad ottenere un'elevata capacità di memorizzazione a basso costo e generalmente hanno una velocità inferiore rispetto ad altre memorie;
RAM
spazio di archiviazione principale del microprocessore, ma il cui contenuto scompare allo spegnimento del computer;
Cache
viene utilizzato per memorizzare per un breve periodo le informazioni consultate di frequente. Le tecnologie di memoria cache mirano ad accelerare la velocità delle operazioni di consultazione. Hanno una velocità molto elevata e un costo elevato per una bassa capacità di stoccaggio;
Registro
integrato nel processore. Questo tipo di memoria è molto veloce ma anche molto costoso ed è quindi riservato a una piccolissima quantità di dati.

### Caso particolare
Un computer parallelo è dotato di diverse unità di calcolo. In base alla sua costruzione può essere dotata di un'unica unità di memoria utilizzata in comune da tutte le unità di calcolo, è la memoria condivisa, oppure ogni unità di calcolo è dotata di una propria unità di memoria, questa configurazione prende il nome di memoria distribuita.

## Storia
Nel corso della storia sono emerse varie tecnologie di memoria. Le tecniche di progettazione migliorate hanno prodotto memorie sempre più piccole, meno costose, che consumano meno energia, con una capacità sempre maggiore e una velocità maggiore.
- L'uso della memoria nei computer è stato introdotto dal concetto di architettura di von Neumann nel 1944.
- I primi Dischi rigidi furono costruiti nel 1956. L'unità DEC RP07 costruita nel 1970 pesava 180 kg. Un disco rigido degli anni 2000 pesa meno di 1 kg, pur avendo una maggiore capacità di archiviazione.[4]

Le memorie con nucleo in ferrite sono memorie ad accesso casuale non volatili utilizzate dagli anni '60 agli anni '70.Questi componenti sono costituiti da una rete di fili di rame in cui sono intrecciati anelli di ceramica ferromagnetica. I ricordi che utilizzano questa tecnologia sono ingombranti e pesanti. Questa tecnologia è stata sostituita da semiconduttori e circuiti integrati.
Le prime generazioni di RAM consumavano molta elettricità. L'uso della tecnologia CMOS ha consentito componenti molto meno golosi. Questi componenti associati a una minuscola batteria hanno permesso la costruzione di memorie rimanenti, utilizzate ad esempio nelle smart card.
Riducendo il numero di elettroni necessari per immagazzinare un po' si aumenta la velocità della memoria. La ricerca è rivolta a tecnologie che utilizzino un solo elettrone (o pochi) invece dei quasi mezzo milione oggi necessari per immagazzinarne un po', e uniscano grande miniaturizzazione e velocità delle attuali memorie dinamiche, con la rimanenza di memorie di sola lettura.

## Tecnologie

### Meccanico
L'abaco è una forma primaria di memorizzazione di informazioni digitali meccaniche. A partire dal XVII secolo furono costruiti calcolatori meccanici i cui ingranaggi conservavano in memoria almeno una variabile. Nastri e schede perforate sono stati storicamente i primi supporti informatici di massa. Sono stati utilizzati dal 18 ° secolo. Un sensore ha attivato il meccanismo quando ha incontrato un buco. In telegrafia, il sensore apre o chiude un circuito elettrico. Diverse sonde in parallelo consentono la registrazione di un codice Baudot.
Nel 20º secolo, la lettura ottica ha migliorato la longevità delle carte e la velocità di lettura. Le registrazioni magnetiche ed elettroniche stanno decisamente soppiantando carte e nastri.

### Elettromeccanico
I sistemi elettromeccanici basati su relè e selettori rotativi sono stati tra i primi sistemi affidabili destinati alla memorizzazione di informazioni. I relè memorizzano un bit, i selettori a rotazione memorizzano un valore numerico, spesso da 0 a 9, a volte da 0 a 7 (ottale), 11 (formato ora), 15 (esadecimale), 23 (formato ora) o 99. Meccanismi simili a quelli di i calcolatori meccanici consentono la manipolazione delle informazioni. Questi sistemi presiedono alle centrali telefoniche.

### Supporto magnetico
Molti sistemi di archiviazione delle informazioni utilizzano supporti magnetici: disco rigido, dischetto, nastro magnetico, ecc. A causa del calo del prezzo dei sistemi elettronici che sono alla base delle chiavi USB e dei dischi SSD, i supporti magnetici ora tendono ad essere utilizzati principalmente per archiviare grandi volumi di dati a cui la velocità di accesso non è essenziale. : backup, file multimediali, eccetera. C'erano anche ricordi di bolla che, dopo aver suscitato grandi speranze, sono stati commercializzati solo brevemente.

### Supporti ottici
Inizialmente utilizzato solo per la lettura di schede e nastri perforati, il supporto ottico è stato utilizzato anche per i film sonori digitali alla fine del XX secolo. Finché solo la fotografia consente di utilizzare la luce per scrivere, il mezzo ottico rimane raro. Negli anni '90, il disco leggibile e scrivibile al laser ha consentito l'uso più generale dei supporti ottici per l'informatica.
Da quel momento, i media che utilizzano i laser si sono diffusi: CD-ROM, DVD, Blu-ray e formati proprietari. 

### Supporto elettronico

#### Condensatore
I condensatori hanno la proprietà primaria di immagazzinare energia elettrica.
Fin dai progressi della microelettronica, è la capacità di condensatori microscopici organizzati in frame, disposti e gestiti all'interno di chip elettronici che funge da veloce memoria digitale per i moderni computer. Questi circuiti integrati specializzati sono chiamati memoria dinamica o DRAM. Il grosso difetto è dovuto alle dimensioni dei condensatori che sono così minuscole che le informazioni possono essere mantenute intatte solo per poche frazioni di secondo, il che richiede un aggiornamento costante delle informazioni, che richiede circuiti aggiuntivi.

#### Circuito logico flip-flop
I circuiti logici (Flip-flop) consentono di produrre memorie. Le memorie così prodotte si possono classificare in due famiglie: SRAM e ROM:
- SRAM o (Static Random Access Memory): si dice che siano molto veloci, ma non possono essere sufficientemente integrati per competere con le memorie dinamiche con condensatori;
- Le ROM o (Read Only Memory) hanno il vantaggio di non essere volatili: i dati che contengono rimangono intatti in assenza di alimentazione. D'altra parte, sono lenti nell'accesso e la modifica dei dati non è possibile per alcuni modelli.